# 游藝
游藝（1972年11月16日—），是松菸公園催生聯盟召集人，反對遠雄集團在松山菸廠森林蓋台北大巨蛋。
2018年4月23日，游藝自行宣布以無黨籍參選台北市第三選舉區（松山區、信義區）市議員參選人。同天，風傳媒獨家專訪游藝。
2018年6月11日，社會民主黨宣布游藝入黨。
2018年6月15日，游藝接受《讀報》專訪。